# Alain Chennevière
Pour les articles homonymes, voir Chennevière.
 (mai 2024).
 (mai 2024).
La mise en forme du texte ne suit pas les recommandations de Wikipédia : il faut le « wikifier ».
Les points d'amélioration suivants sont les cas les plus fréquents. Le détail des points à revoir est peut-être précisé sur la page de discussion.
- Les titres sont pré-formatés par le logiciel. Ils ne sont ni en capitales, ni en gras.
- Le texte ne doit pas être écrit en capitales (les noms de famille non plus), ni en gras, ni en italique, ni en « petit »…
- Le gras n'est utilisé que pour surligner le titre de l'article dans l'introduction, une seule fois.
- L'italique est rarement utilisé : mots en langue étrangère, titres d'œuvres, noms de bateaux, etc.
- Les citations ne sont pas en italique mais en corps de texte normal. Elles sont entourées par des guillemets français : « et ».
- Les listes à puces sont à éviter, des paragraphes rédigés étant largement préférés. Les tableaux sont à réserver à la présentation de données structurées (résultats, etc.).
- Les appels de note de bas de page (petits chiffres en exposant, introduits par l'outil «  Source ») sont à placer entre la fin de phrase et le point final[comme ça].
- Les liens internes (vers d'autres articles de Wikipédia) sont à choisir avec parcimonie. Créez des liens vers des articles approfondissant le sujet. Les termes génériques sans rapport avec le sujet sont à éviter, ainsi que les répétitions de liens vers un même terme.
- Les liens externes sont à placer uniquement dans une section « Liens externes », à la fin de l'article. Ces liens sont à choisir avec parcimonie suivant les règles définies. Si un lien sert de source à l'article, son insertion dans le texte est à faire par les notes de bas de page.
- La présentation des références doit suivre les conventions bibliographiques. Il est recommandé d'utiliser les modèles {{Ouvrage}}, {{Chapitre}}, {{Article}}, {{Lien web}} et/ou {{Bibliographie}}. Le mode d'édition visuel peut mettre en forme automatiquement les références.
- Insérer une infobox (cadre d'informations à droite) n'est pas obligatoire pour parachever la mise en page.

Pour une aide détaillée, merci de consulter Aide:Wikification.
Si vous pensez que ces points ont été résolus, vous pouvez retirer ce bandeau et améliorer la mise en forme d'un autre article.
 (décembre 2019).
Si vous disposez d'ouvrages ou d'articles de référence ou si vous connaissez des sites web de qualité traitant du thème abordé ici, merci de compléter l'article en donnant les références utiles à sa vérifiabilité et en les liant à la section « Notes et références ».
Alain Chennevière, né le 19 février 1959 à Falaise (Calvados), est un chanteur  français, auteur-compositeur.

## Biographie
À l'âge de 12 ans, Alain Chennevière découvre le Rock and Roll des années cinquante dans l'émission « Point chaud » d'Albert Raisner, un extrait de Be-Bop-A-Lula, tiré du film La Blonde et moi (The Girl Can't Help It), y était diffusé en hommage à Gene Vincent, décédé le 12 octobre 1971.

### Les Alligators
En 1976, Alain Chennevière et son frère Bertrand fondent un groupe Rockabilly « Les Alligators ». Ils sortent leur premier 45 tours Wild Blue Cat en 1979. Ils remportent deux fois le tremplin du Golf Drouot.
En 1980, « Les Alligators » enregistrent un 25 cm au studio Davout. Les musiciens sont : Pascal Periz (guitare), Marc Periz (guitare), Momo Cantini (guitare basse), Pascal Squale Hervé (batterie) et la participation de Jacky Guérard (piano). L'album Rockabillygator, riche en composition, sort sous le label de Jacky Chalard « Big Beat Records ». Ils feront des tournées sous ce label.
Ils se produisent à L'Olympia en 1980, dans la première partie des concerts d'Eddy Mitchell. Ils reprennent quelques titres des Chaussettes Noires et chantent en français pour la première fois.
En 1981, ils apparaissent sur la scène du Golf-Drouot pour l'émission de télévision « Le petit Mitchell illustré » (FR3).
En 1982, les Alligators participent au Bop n' Roll Party présenté par Antoine De Caunes pour Les Enfants du rock diffusé sur Antenne 2. Etaient à l'affiche Sonny Fisher, Freddie "Fingers" Lee, Memphis Rockabilly Band, Crazy Cavan, Jack Scott.
Sylvain d'Almeida (basse) et Philippe Marchi (batterie) intègrent le groupe. Deux 45 tours sortent « Ça Cogne » en 1983, puis « Ça Décoiffe » en 1985.
Les Alligators s'arrêtent en 1985.
En 1984, Alain Chennevière a prêté sa voix pour un spot publicitaire du rasoir électrique Tracer, (avec une apparition du comédien humoriste Elie Semoun).
En 1988, il devient le chanteur des « Martiens », avec Olivier Giraud et Pascal Periz aux chœurs, Christophe Dumas à la batterie, Marc Periz et Georges Betzunis aux guitares, Fred à la basse.

### Pow Wow
En 1990, Alain Chennevière voit le film Cry-Baby et a l'idée de monter un groupe vocal. En 1992, il retrouve Pascal Periz pour une formation à l'influence Doo-wop avec Ahmed Mouici et Bertrand Pierre.
Les Pow Wow enregistrent l'album « Regagner les plaines » qui se vend à plus d'un million d'exemplaires.
En février 1993, le groupe obtient un prix aux Victoires de la musique pour la chanson « Le Chat ». Le titre reste à la première place du Top 50 pendant 7 semaines .
En 1994, les Pow Wow participent au concert « Les Enfoirés au Grand Rex », et interprètent le titre de Simon & Garfunkel « Cecilia » (avec Michael Jones).
En 2001, à l'occasion d'un gala organisé par l'association Elvis My Happiness, Alain Chennevière est invité au Trabendo (Paris) : il est accompagné par le guitariste Scotty Moore.
Il collabore avec de nombreux artistes tels que Patrick Verbeke, Elliott Murphy, Laura Mayne, les Wampas, sur scène ou en studio.
En 2004, il interprète le rôle de Crassus dans la comédie musicale « Spartacus le gladiateur », mise en scène par Élie Chouraqui, composée et écrite par Maxime Le Forestier.
Après une séparation de huit ans, les Pow Wow se reforment en 2005. David Mignonneau remplace Bertrand. Ils enregistrent l'album « Chanter » et reprennent les tournées.

### L´après Pow Wow
Alain Chennevière chante dans divers groupes musicaux.
En 2007, il chante avec "Rockspell", dans un répertoire issu du Rock and Roll 50' / 60' et de composition. Il est accompagné par les musiciens : Alexis Mazzoleni et Philippe Almosnino (guitares), Olivier Ferrarin (batterie), Gilles Tournon (basse / contrebasse).
Ahmed Mouici était dans la première formation de Rockspell (Rock et Gospel), avec le pianiste Arnaud Dunoyer de Segonzac, le contrebassiste Laurent Vernerey , le batteur Denis Benarosh et le guitariste Philippe Almosnino. Il a dû quitter le groupe pour la comédie musicale « Les Dix commandements ».
En 2010, Chennevière chante avec The Stevensons dans un style tendance Country Folk. Le répertoire est constitué de compositions interprétées en français avec les musiciens : Hubert 06 (guitare), Pascal Bako Mikaelian (harmonica), Gilles Tournon (contrebasse), Alexis Routhiau (violon).
En 2016, les Pow Wow (Alain, Bertrand, Pascal) sont présents sur la tournée « Top 50 : partez en Live ». Laura Mayne (groupe Native) remplace Admed Mouici.
En 2020, « Les Alligators » reviennent, 40 ans après la première formation. Dans le même univers : de la New Orléans, du Rock and Roll, du Rhythm and Blues, de la Country sans oublier une touche de Rockabilly… avec des titres originaux et des compositions. Les musiciens sont : Red Dennis (batterie), Thibaut Chopin (contrebasse), Jean-Yves Stachera (saxophone), Stéphane Lébé (piano), Nicolas Caseau (guitare). La première a lieu le 29 janvier 2020, sur la scène du Balajo devant un public chaleureux.
En 2022, Alain et ses Alligators enregistrent un nouvel album : le premier single Mean, Mean, Mean fait l'objet d'un clip rappelant sa passion pour la bande dessinée.

### Autres activités
Alain Chennevière s'est passionné pour le dessin et la photo.
Il a dessiné pour les magazines Fripounet, Pilote, Métal hurlant, le Psikopat, illustré un livre pour enfants « La cour des Miracles » en 2002.
Il a réalisé le logo de Big Beat Records ainsi que quelques pochettes de disques. Il signe sous le pseudo Rockin' Robin.
En 2008, il expose des portraits d'Amérindiens (Pastels et aquarelles), puis une série de dessins sur les pionniers du Rock.
Sa passion pour la photo a pour sujet le vieux Paris, les publicités murales (mur réclame), les vieux bâtiments, les vieilles devantures etc. aux couleurs et look vintage.

## Discographie

### Les Alligators
- 1979 : SP Brand New Baby / Wild Blue Cat (Sweet Harmony)
- 1980 : EP “Rockabilly gator” (Big Beat Records)
- 1981 : EP Alligators chantent les Chaussettes Noires (Bel Air)
- 1982 : SP "Minuit blues" (Big Beat Records)
- 1983 : SP "ça cogne" (Big Beat Records)
- 1985 : SP  "ça décoiffe" (Big Beat Records)
- 2022 : Mean, Mean, Mean (Stream)
- 2022 : Elvis Has Left The Building (Stream)
- 2023 : I Never Knew (Stream)

### Pow Wow
- 1992 : "Regagner les plaines" (Remark Records)
- 1993 : "Comme un guetteur" (Remark Records)
- 1995 : "Pow Wow" (Remark Records)
- 1996 : "Quatre" (Remark Records)
- 2006 : "Chanter" (Remark Records, Universal Music, Warner)